# Gamma1 Sagittarii
Título a ser usado para criar uma ligação interna é Gamma1 Sagittarii.
Gamma1 Sagittarii ( Sagittarii) é uma estrela na direção da constelação de Sagittarius. Possui uma ascensão reta de 18h 05m 01.22s e uma declinação de −29° 34′ 48.3″. Sua magnitude aparente é igual a 4.66. Considerando sua distância de 2076 anos-luz em relação à Terra, sua magnitude absoluta é igual a −4.36. Pertence à classe espectral G0Ib/II. É uma estrela variável cefeida.